# Обергаузен
Обергаузен (нім. Oberhausen) — місто на річці Емшер в Рурському регіоні в адміністративному районі Дюссельдорфа в федеральній землі Північний Рейн-Вестфалія в західній Німеччині. Воно розташоване між Дуйсбургом (бл. 12 км) Ессеном (бл. 13 км).
Обергаузен має чотири центра міста. Значна частина міста складається з низьких і середньої щільності, житлових районів, більшість з яких відносяться до 1950-1970-х років.
В Обергаузені проходить Міжнародний фестиваль короткометражних фільмів. В місті знаходиться один з найбільших торгових центрів Німеччини.

## Історія
Обергаузен був заснований 1862 року, як сільська гміна. Обергаузен отримав свою назву 1848 побудована залізнична станція. Муніципального права були видані у 1874 році. У 1929 році відбулося об'єднання міста і Штеркраде Остерфельд.
Обергаузен отримав свою назву 1847 р. від залізничної станції, яка мала свою назву від замку Обергаузен. 1862 року, після припливу людей, для місцевих вугільних шахт і сталеливарних заводів, засновано сільську гміну. Місцевості які ввійшли до складу муніципального утворення: Alstaden, Dümpten, Lippern, Lirich, Meiderich i Styrum. Міські права Обергаузен отримав 1874 року.
Промисловість Обергаузена була в головному спрямована на гірничо-металургійне виробництво. Останню шахту закрито в 1992 році, сталеливарний завод Тіссен закрито в 1997 р. (більше 50000 робочих місць), завод цинку закрито в 1981 році.

## Економіка
Аж до 90-х років XX століття в Обергаузені було багато підприємств металургійного, вугледобувного, машинобудівного і хімічного профілів. Однак, у наш час[коли?] практично всі підприємства припинили свою роботу. Частина з них збережена як пам'ятники індустріальної культури, але більша частина ліквідована. На місцях колишніх шахт і заводів розбиті парки (наприклад, OLGA-park) або побудовані торгово-розважальні комплекси (CentrO. — один з найбільших торгово-розважальних комплексів в землі Північний Рейн — Вестфалія). З діючих підприємств найбільшими є завод двигунів «MAN Turbo» і шахта «Hugo Haniel».

## Комунікації і транспорт
Через місто або поблизу ведуть автомагістралі A2, A3, A40, A42 і A516 та головні залізниці.
Найближчий аеропорт знаходиться в Дюссельдорфі (28 км).
Через місто проходить канал Рейн-Герне.

## Спорт
Місто представляють наступні спортивні клуби:
- Футбольний клуб «Рот-Вайс» (Друга Бундесліга)
- Баскетбольний клуб «Нью Баскет '92» (DBBL)
- Хокейний клуб «Revierlöwen Oberhausen» (1979—2007)

## Визначні пам'ятки і музеї
- Замок Обергаузен (нім. Schloss Oberhausen) (XIX століття)
- Укріплення Burg Vondern (1277)
- Музей індустріальної культури Рейнського регіону
- Модель залізниці Рурського регіону у масштабі 1: 87
- Океанаріум «Sea Life»
- Восьминіг Пауль

## Міста побратими
- Мідлсбро, Велика Британія, з 1974 року
- Запоріжжя, Україна, з 1986 року
- Фрайталь, Німеччина, з 1990 року
- Іглезіас, Італія, з 2002 року
- Карбонія, Італія, з 2002 року
- Мерсін, Туреччина, з 2004 року

## Відомі особистості
В поселенні народилась:
- Улла Зальцґебер (* 1958) — німецька вершниця, олімпійська чемпіонка.